# 圣乔治 (洛特-加龙省)
圣乔治（法語：Saint-Georges，法語發音：[sɛ̃ ʒɔʁʒ] ⓘ）是法国洛特-加龙省的一个市镇，属于洛特河畔新城区。

## 地理
圣乔治（44°26'31"N, 0°56'2"E）面积15.96 平方千米，位于法国新阿基坦大区洛特-加龍省，该省份为法国西南部内陆省份，北起多爾多涅省，西接吉倫特省和朗德省，南至热尔省，东临塔恩-加龙省和洛特省。
与圣乔治接壤的市镇（或旧市镇、城区）包括：布尔朗、卡济德罗克、蒙泰拉勒、圣维特、特雷蒙、特朗泰勒。

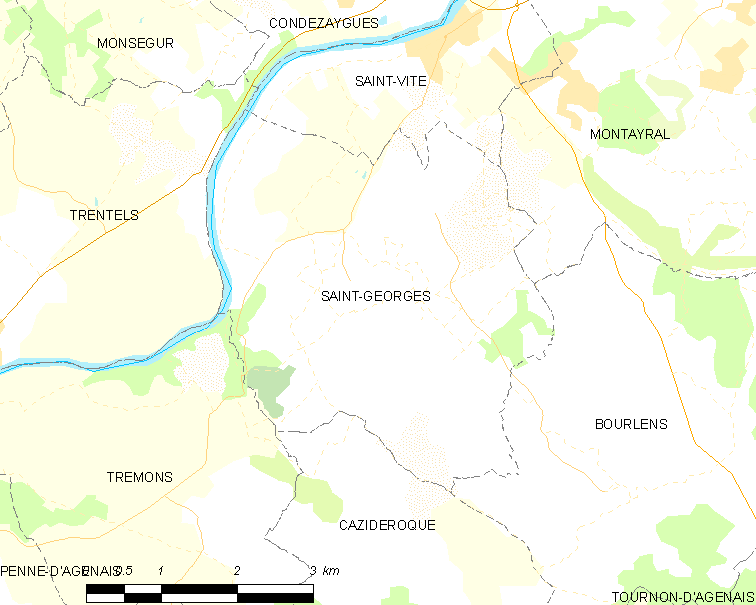
的OSM定位图

圣乔治的时区为UTC+01:00、UTC+02:00（夏令时）。

## 行政
圣乔治的邮政编码为47370，INSEE市镇编码为47328。

## 政治
圣乔治所属的省级选区为勒菲梅卢瓦县。

## 人口

1962-2008年间人口变化图示

圣乔治于2022年1月1日时的人口数量为510人。